# Alexandra Burke
Alexandra Imelda Cecelia Ewan Burke, conosciuta semplicemente come Alexandra Burke (Islington, 25 agosto 1988), è una cantante e attrice britannica.
È diventata famosa nel 2008 in seguito alla vittoria della quinta edizione del talent show britannico The X Factor, pubblicando tre album in studio Overcome (2009), Heartbreak on Hold (2012) e The Truth Is (2018), esordendo una volta la prima posizione della Official Albums Chart britannica e generato tre singoli che hanno raggiunto la prima posizione della Official Singles Chart.
Parallelamente Burke ha intrapreso la carriera da attrice teatrale, recitando in numerosi musical nel West End di Londra, tra cui nella produzione originale del musical The Bodyguard, Chicago e Sister Act The Musica.

## Biografia
Nata a Islington (Londra), è figlia d'arte poiché sua madre, Melissa Bell, è stata una componente del gruppo soul Soul II Soul. I suoi genitori hanno divorziato quando aveva sei anni. Ha quattro fratelli e una sorella. Ha cominciato a cantare all'età di cinque anni e prima di partecipare ad The X Factor non aveva mai studiato tecnica vocale.

### 2005-2008:The X Factor
Nel 2005, all'età di 16 anni, Alexandra Burke partecipa alle audizioni per la seconda edizione di The X Factor UK, ma superate le prime selezioni non viene scelta come concorrente perché ritenuta troppo giovane e artisticamente acerba.
Nel 2008, si ripresenta alle selezioni per partecipare alla quinta stagione e viene scelta dalla giurata Cheryl Cole per far parte della categoria Ragazze 16-24. Durante i live show si esibisce con brani come I Wanna Dance with Somebody (Whitney Houston), I'll Be There (The Jackson 5), Candyman (Christina Aguilera), Don't Stop the Music (Rihanna), Toxic (Britney Spears) e Without You (Mariah Carey), che mettono in risalto sia la sua potenza vocale sia le sue capacità di performer. Durante la finale duetta con Beyoncé sulle note di Listen e si aggiudica la vittoria del programma.
In seguito alla vittoria del talent show, ha pubblicato il singolo Hallelujah (cover di successo dell'Hallelujah di Leonard Cohen) che ha stabilito un record nel primo giorno di emissione nel Regno Unito, essendo stato scaricato legalmente oltre 100.000 volte in un solo giorno. Il record precedente era detenuto da Leona Lewis ed era stato stabilito nel 2006. Il singolo ha debuttato quindi alla prima posizione della classifica dei singoli più venduti in Regno Unito ed è stato il brano musicale più venduto durante la settimana di Natale.

### 2009-2011: il primo album,Overcome

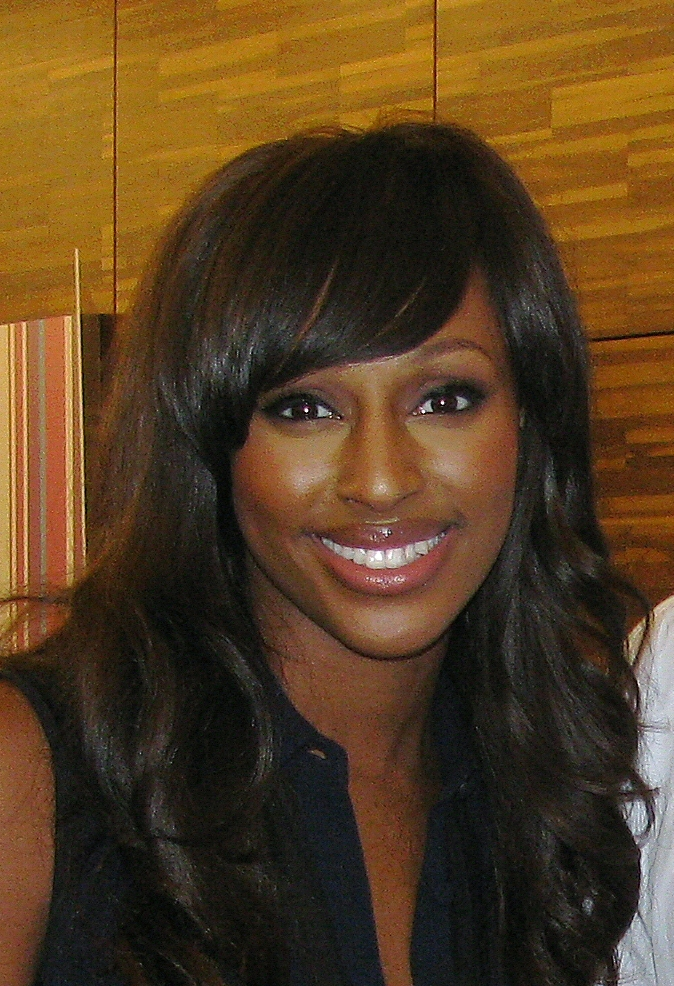
Alexandra Burke nel 2011

Nel 2009, Alexandra Burke firma un contratto discografico con la Epic Records, la Syco e la RCA Records per la pubblicazione di cinque album.
Durante quasi tutto il 2009 la cantante lavora al suo album di debutto, pubblicato il 19 ottobre dello stesso anno, con il titolo Overcome e anticipato dal singolo Bad Boys, uscito pochi giorni prima, in duetto con il rapper statunitense Flo Rida. Sia l'album che il singolo debuttano alla prima posizione della classifica britannica. La promozione dell'album continua con la pubblicazione a gennaio 2010 del secondo singolo Broken Heels. Sempre nel 2010, vengono pubblicati altri singoli quali All Night Long (pubblicata come singolo in versione remix e in duetto con Pitbull), Start Without You e la ballad The Silence. Tutti i singoli hanno buon successo e raggiungono la top 20 della classifica britannica, permettendo all'album di avere un ottimo riscontro di vendite. Infatti, Overcome viene certificato doppio platino per aver venduto oltre 700 000 copie sul mercato britannico, ed è stato pubblicato in una nuova edizione il 6 dicembre 2010, con l'aggiunta di alcuni contenuti extra.
Nei primi mesi del 2011, Alexandra Burke termina la promozione dell'album realizzando un tour di 35 date in Regno Unito ed Irlanda chiamato "The All Night Long Tour". Nello stesso periodo inizia a lavorare al secondo album.

### 2012: il secondo album,Heartbreak on Hold
Nella seconda parte del 2011, la cantante completa le registrazioni del secondo album per il quale collabora con produttori ed autori quali RedOne, Swizz Beatz, Ne-Yo, Bruno Mars, Erick Morillo ed altri. Inizialmente prevista per la fine del 2011, l'uscita del secondo album viene posticipata all'estate del 2012. A marzo 2012 viene pubblicato il primo singolo dal titolo Elephant. Il brano presenta forti sonorità dance e raggiunge la terza posizione della classifica singoli britannica e la prima posizione della classifica dance britannica. A maggio dello stesso anno viene pubblicato il secondo singolo, Let It Go, anch'esso con sonorità dance ed house music, che però ottiene uno scarso successo. 
Il 1º giugno 2012, la cantante pubblica il secondo album dal titolo Heartbreak on Hold, che debutta alla diciottesima posizione della classifica britannica vendendo nella prima settimana solo 6 700 copie. Nelle settimane successive il disco subisce un crollo di posizioni in classifica ed un continuo decremento di vendite. Visto il flop commerciale, non vengono estratti altri singoli e la promozione dell'album termina nell'autunno del 2012.
Nello stesso periodo la Burke pubblica, solo in versione digitale, un EP natalizio dal titolo Christmas Gift.

### 2013-2016: terzo album cancellato, EPs e il debutto teatrale
Nei primi mesi del 2013, la cantante inizia a lavorare al terzo album, annunciando che sarebbe stato caratterizzato da sonorità R&B e Soul. Il nuovo album avrebbe dovuto essere anche l'album di lancio della Burke negli Stati Uniti. Successivamente, la cantante dichiara che questo album avrebbe avuto produzioni più strumentali e che sarebbe stato completamente incentrato sul lato soul della sua musica. Nel contempo l'artista dichiara di stare prendendo lezioni di recitazione e di aver intenzione di tentare anche questa strada in futuro. La Burke si esibisce successivamente con una versione in concerto del musical di Lady Signs The Blues presso il Royal Albert Hall, ottenendo il sold out. Nonostante questo successo, Alexandra Burke si ritrova ad interrompere i rapporti lavorativi con la RCA Records per "divergenze creative": il suo terzo album viene dunque cancellato.
Il 10 giugno 2013, Alexandra Burke ha modo di esibirsi al fianco di Mary J. Blige, Patti LaBelle ed altri interpreti presso l'Apollo Theater in un tributo a Chaka Khan. Nello stesso anno, l'artista pubblica l'EP #NewRules, rendendolo disponibile in maniera gratuita su Soundcloud; l'EP include 4 inediti e una cover di Fix You dei Coldplay. A partire dal 2014, Alexandra Burke fa il suo debutto a teatro in una nuova versione di The Bodyguard, celebre film con Whitney Houston e Kevin Costner, occasione in cui reinterpreta alcuni brani tratti dalla colonna sonora del film o più in generale dalla discografia di Whitney Houston - anche in studio. Successivamente, Alexandra recita in un altro progetto simile, una versione teatrale di Sister Act..
Nel 2015, Alexandra Burke pubblica un secondo EP intitolato Renegade, definendolo un lavoro estremamente personale e l'inizio di una nuova fase per la sua carriera.

### 2017-presente:The Truth Ise nuovi progetti teatrali nel West End
Nel 2017, Alexandra Burke partecipa come concorrente a Dancing With The Stars, competizione in cui la Burke si classifica seconda. Immediatamente dopo la fine dello show, Alexandra annuncia di aver firmato un contratto con la Decca Records, etichetta facente parte di Universal Music Group. L'artista pubblica dunque il suo terzo album The Truth Is il 16 marzo 2018, anticipato dal singolo Shadows. Alla pubblicazione del disco fa seguito il primo tour non legato a musical di Alexandra Burke nell'arco di 7 anni.
Sempre nel 2018, Alexandra Burke torna a recitare nel West End, prendendo parte al revival del musical Chess A fine 2018, Alexandra Burke è impegnata in un altro musical, Chicago. Nel 2019, la Burke torna nuovamente ad interpretare il ruolo che fu di Whitney Houson in una nuova stagione del musical The Bodyguard. Nel 2020 l'artista collabora con Beenie Man nel singolo afrobeat Naturally.
Nel 2021 viene scelta nel cast del musical Joseph and the Amazing Technicolor Dreamcoat presso il  The London Palladium di Londra, mantenendo il ruolo nel tour nel Regno Unito del 2022. Nella stagione teatrale del 2022-2023 torna al The London Palladium nel musical Jack and the Beanstalk. Nel 2024 recita nel musical Sister Act, sotto al regia di Bill Buckhurst presso il Dominion Theatre di Londra. Nella stagione teatrale 2024-2025 torna a recitare nel musical Jack and the Beanstalk al New Wimbledon Theatre.

## Discografia

### Album
- 2009 - Overcome
- 2012 - Heartbreak on Hold
- 2018 - The Truth Is

### Singoli
- 2008 - Hallelujah
- 2009 - Bad Boys (con Flo Rida)
- 2010 - Broken Heels
- 2010 - All Night Long
- 2010 - Start Without You
- 2010 - The Silence
- 2012 - Elephant
- 2012 - Let It Go
- 2017 - Shadows
- 2020 - Naturally (feat. Beenie Man)

## Tour
- 2011 - The All Night Long Tour

## Teatrografia
- The Bodyguard di Alexander Dinelaris, regia di Thea Sharrock. Teatro Adelphi di Londra (2014), Tour tra Regno Unito e Irlanda (2015-2016)
- Sister Act The Musical di Douglas Carter Beane, Glenn Slater e Alan Menken, regia di Craig Revel Horwood. Tour tra Regno Unito e Irlanda (2016-2017)
- Chess di Benny Andersson, Björn Ulvaeus e Tim Rice, regia di Laurence Connor. London Coliseum di Londra (2018)
- Chicago di John Kander, Fred Ebb e Bob Fosse, regia di Ian Townsend. Phoenix Theatre di Londra (2018)
- The Bodyguard Musical di Alexander Dinelaris, regia di Michael Harrison e David Ian. Tour tra Regno Unito e Irlanda (2018-2020)
- Joseph and the Amazing Technicolor Dreamcoat di Andrew Lloyd Webber e Tim Rice, regia di Laurence Connor. The London Palladium di Londra (2021). Tour nel Regno Unito (2022)
- Jack and the Beanstalk di Julia Riew, regia di Michael Harrison. The London Palladium di Londra (2022-2023), New Wimbledon Theatre di Londra (2024-2025)
- Sister Act di Douglas Carter Beane, Glenn Slater e Alan Menken, regia di Bill Buckhurst. Dominion Theatre di Londra (2024)